# 3D Construction Kit II
3D Construction Kit II, chiamato 3D Construction Kit 2.0 sulla copertina e pubblicato come Virtual Reality Studio II / 2.0 in Nordamerica, è un ambiente di sviluppo di videogiochi sviluppato dalla Incentive Software e pubblicato nel 1992 dalla Domark per i computer Amiga, Atari ST e MS-DOS (video EGA, MCGA o VGA). Permette di creare ambientazioni tridimensionali tecnicamente simili a quelle dei videogiochi commerciali prodotti con il motore grafico Freescape della stessa Incentive. È il seguito di 3D Construction Kit uscito l'anno precedente, e pur rimanendo legato a Freescape apportò molti miglioramenti rispetto al predecessore da parecchi punti di vista.